# Albatros-Aspide

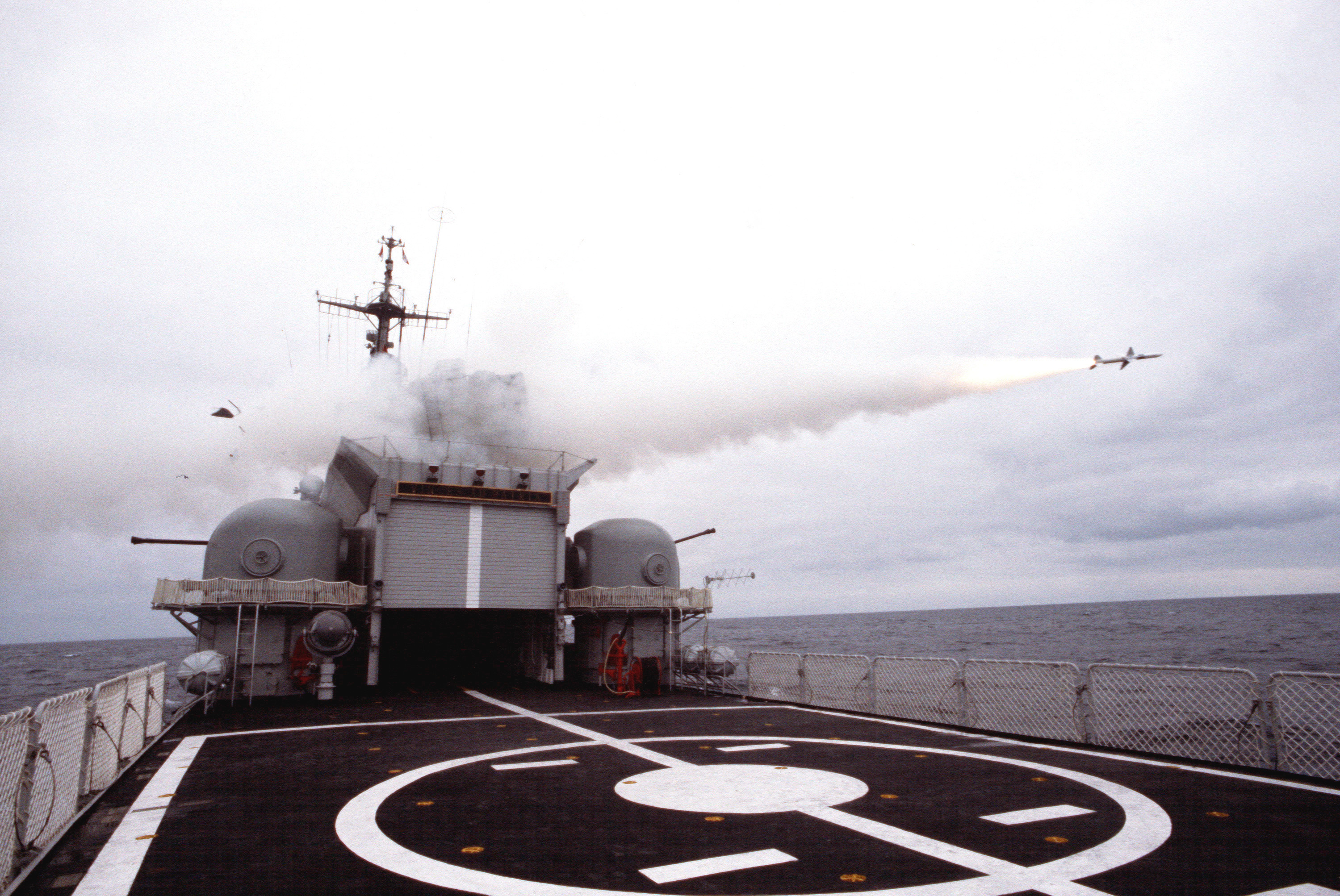
Пуск ракеты ЗРК Albatros с венесуэльского фрегата «Альмиранте Хосе де Гарсия».

 Albatros-Aspide — итальянский корабельный зенитный ракетный комплекс ближнего радиуса действия, в составе которого используются ЗУР Aspide. Разработан компанией «Alenia Marconi Systems». ЗРК «Albatros-Aspide» принят на вооружение ВМС Италии, ряда стран Южной Америки, а также ВМС Малайзии.
Зенитная ракета запускается из ТПК восьмизарядной пусковой установки. После пуска ракета выполняет вертикальный набор высоты, а затем разворачивается на боевой курс.
ЗРК «Albatros-Aspide» способен поражать цели, на больших и малых высотах в зоне до 15 км.

## Тактико-технические характеристики
- Количество ТПК на ПУ: 8

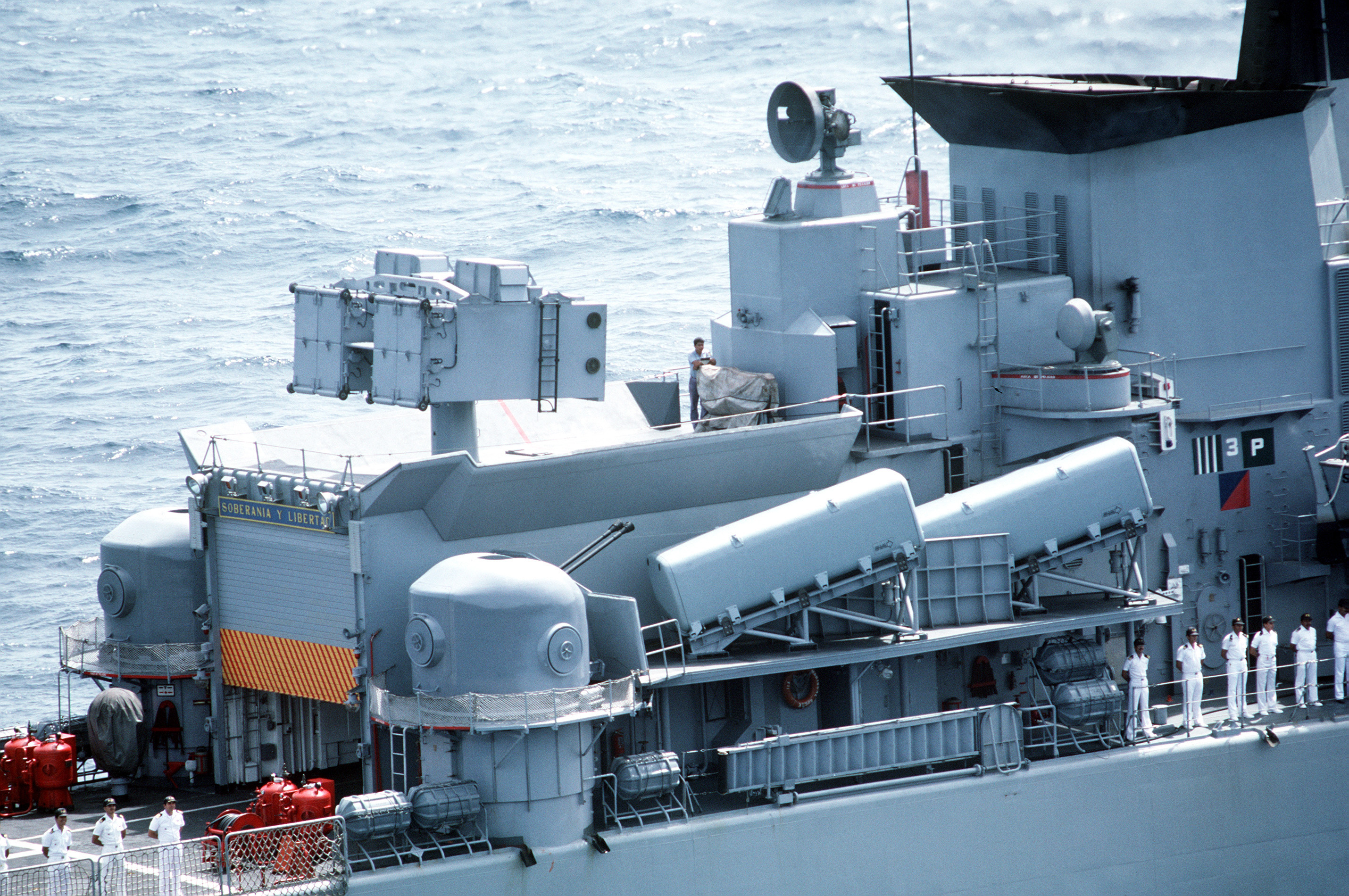
Венесуэльский фрегат Mariscal Sucre (F-21) с 8-ствольной ПУ Albatros, слева вверху.

- Максимальная дальность перехвата: 15 км
- Максимальная высота перехвата: 6000 м
- Минимальная высота перехвата: 15 м

## Носители
- Италия
  - Эскадренные миноносцы типа «Аудаче» — 2 корабля в строю с 1972 по 2006 год;
  - Эскадренные миноносцы типа «Луиджи Дуранд де ла Пенне» — 2 корабля в строю с 1993 года;
  - Фрегаты типа «Лупо» — максимально 8 кораблей. 4 корабля, первоначально строившееся по заказу Ирака, в строю с 1994—1996 годов и ещё 4 корабля постройки 1977—1980 годов, в 2004—2006 годах проданы ВМС Перу;
  - Фрегаты типа «Маэстрале» — 8 кораблей в строю с 1982—1985 годов;
  - Корветы типа «Минерва»[итал.] — на 2013 год в строю остаётся 6 кораблей из 8 построенных в 1987—1991 годах;
- Аргентина
  - Эскадренные миноносцы типа «Альмиранте Браун» - в строю 4 корабля с 1983-1984 годов;
- Бразилия
  - фрегат класса «Нитерой»[англ.] — в строю 6 кораблей постройки 1976—1980 годов (4 из них построены в Великобритании);
- Венесуэла
  - Фрегаты типа «Марискаль Сукре»[итал.] (на базе итальянских фрегатов типа «Лупо») — 6 кораблей в строю с 1980—1982 годов;
- Перу
  - Фрегаты типа «Карвахаль»[итал.] (на базе итальянских фрегатов типа «Лупо») — 8 кораблей в строю. 4 корабля в строю с 1979—1987 годов, ещё 4 корабля куплены у Италии в 2004—2006 годах;
- Малайзия
  - Корветы типа «Лаксамана»[англ.] - 4 корабля введены в строй в 1997-1999 годах, имеют 4-ствольную ПУ;